# Centroclisis alluaudi
Centroclisis alluaudi is een insect uit de familie van de mierenleeuwen (Myrmeleontidae), die tot de orde netvleugeligen (Neuroptera) behoort. 
Centroclisis alluaudi is voor het eerst wetenschappelijk beschreven door van der Weele in 1909.